# سو كيسي
سو كيسي (بالإنجليزية: Sue Casey)‏ هي ممثلة أمريكية، ولدت في 8 أبريل 1926 في لوس أنجلوس في الولايات المتحدة، وتوفيت بنفس المكان في 21 فبراير 2019.

## وصلات خارجية
- سو كيسي على موقع IMDb (الإنجليزية)
- سو كيسي على موقع روتن توميتوز (الإنجليزية)
- سو كيسي على موقع قاعدة بيانات الفيلم (الإنجليزية)